# H-båt

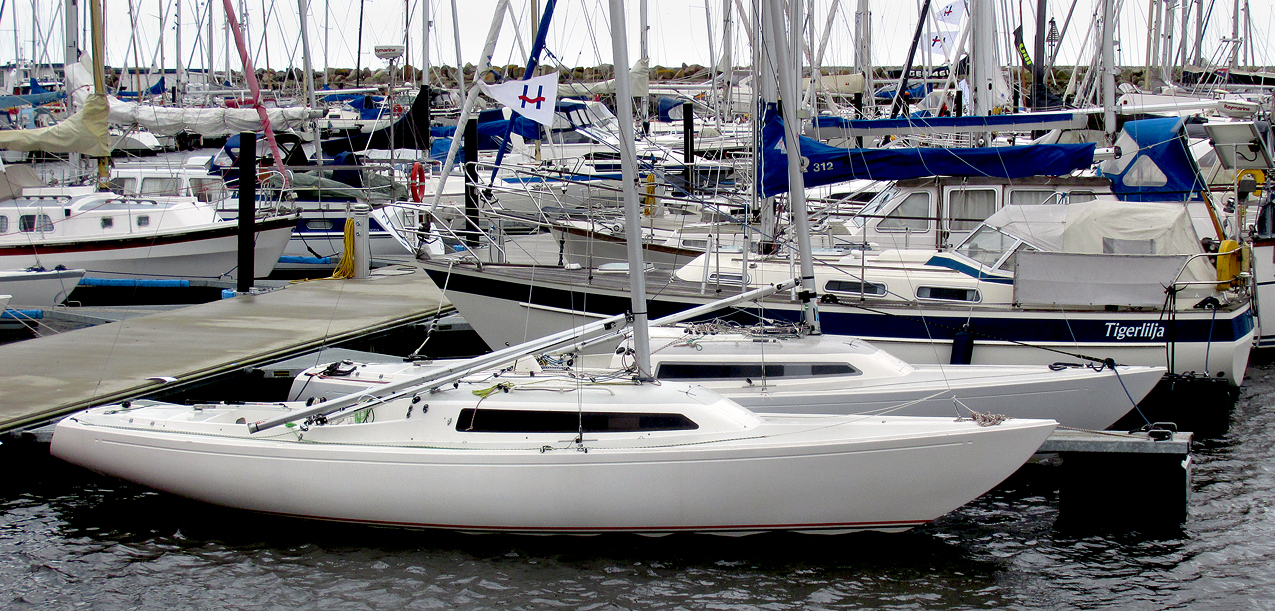
Två H-båtar i Ystads gästhamn under Ystad Sail Racing Week. 9 juli 2015.

H-båt är en tremanssegelbåt med storsegel, fock och spinnaker. Skrov i glasfiberarmerad plast och med aluminiumrigg. H-båten ritades 1967 av Hans Groop från Finland. H:et i båtens namn är hämtat från den evigt jungfruliga grekiska gudinnan Hestia som är härdens, hemmets och familjens beskyddare.
H-båten marknadsfördes på 1970-talet som en sportig båt, lämplig för kappsegling och som semesterbåt för en familj på fyra personer. Kraven på bekvämlighet har stigit, så att få numera uppfattar H-båten som en familjebåt, men den är lämplig också för längre semesterresor. Båten är lätt och har måttlig segelyta; den kan väl på egen hand hanteras av vana 15-åringar. Fastän den är planerad för tremannabesättning används den också för ensamsegling.

## Historia
Finländaren Hans Groop ritade H-båten 1967, tänkt som en ersättare till Folkbåten och Hajen. Groop planerade H-båten med stöd av och i nära samarbete med sitt segelsällskap HSS. I början på 1970-talet såg Paul Elvström H-båtens potential. Han gjorde några mindre förändringar i konstruktionen och H-båten blev en mycket populär kappseglingsbåt. Idag är H-båten Europas största entypsklass för kölbåtar med fler än 5000 båtar varav cirka 950 i Finland och cirka 600 i Sverige. H-båten tillverkas fortfarande i Finland och Österrike.

## Kappsegling
H-båten har VM-status. Varje år arrangeras VM och SM i H-Båt. Under början av 2000-talet var det svenska kappseglingsintresset i H-båten under 20 båtar per SM, vilket gjorde att H-båten miste sin SM-status. Men 2003 återfick man sin SM-status och klassen har sedan dess åter vuxit i popularitet. 2005 blev en svensk besättning världsmästare för tredje gången och 2006 seglades VM i Marstrand.

## Nära besläktade båtar
H-35 har ritats av Hans Groop. Officiellt har det tillverkats 286 stycken H-35:or.
Även H-star och H-323 har ritats av Hans Groop.